# Cesana Brianza

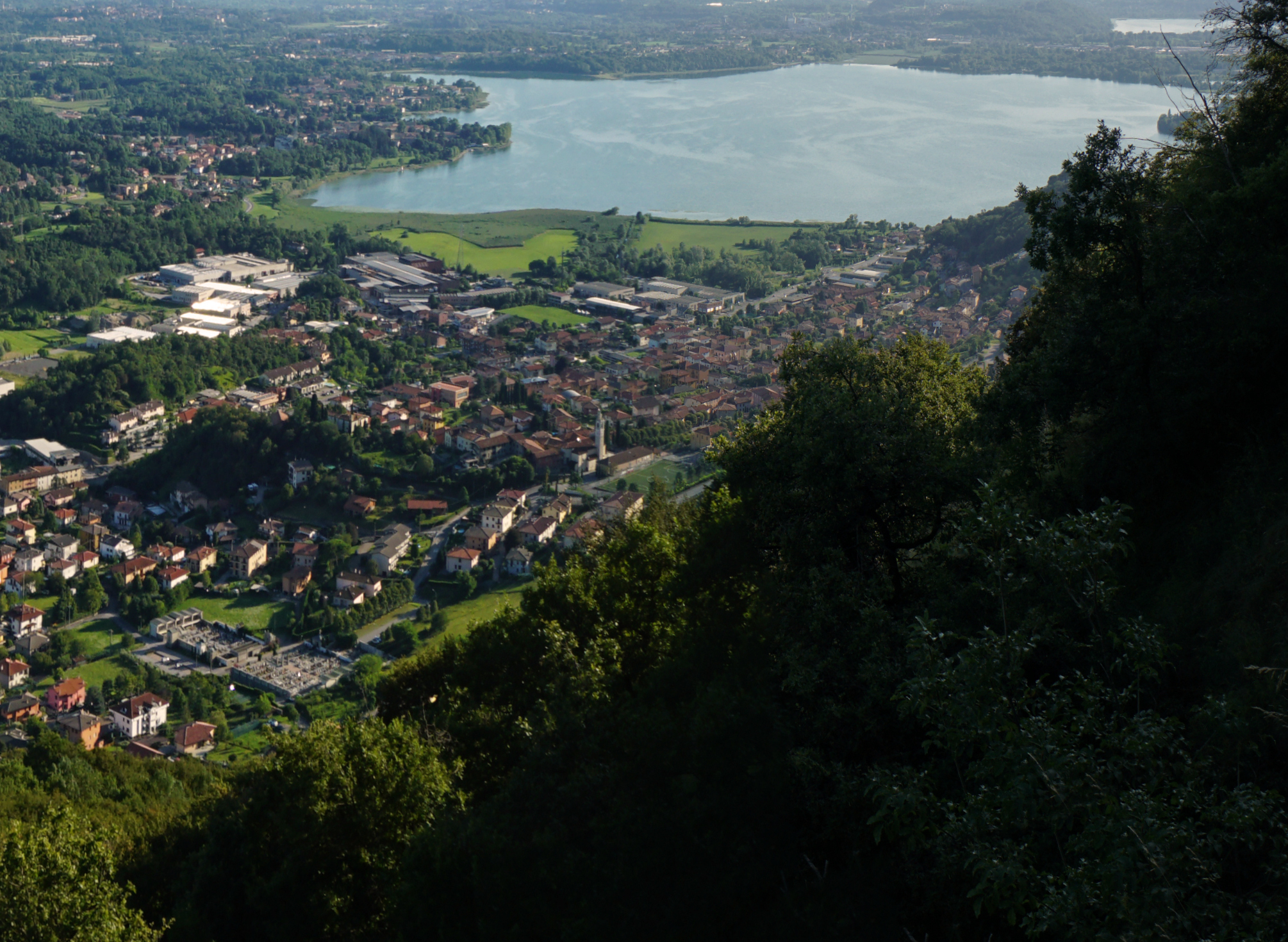
Cesana Brianza und Lago di Pusiano

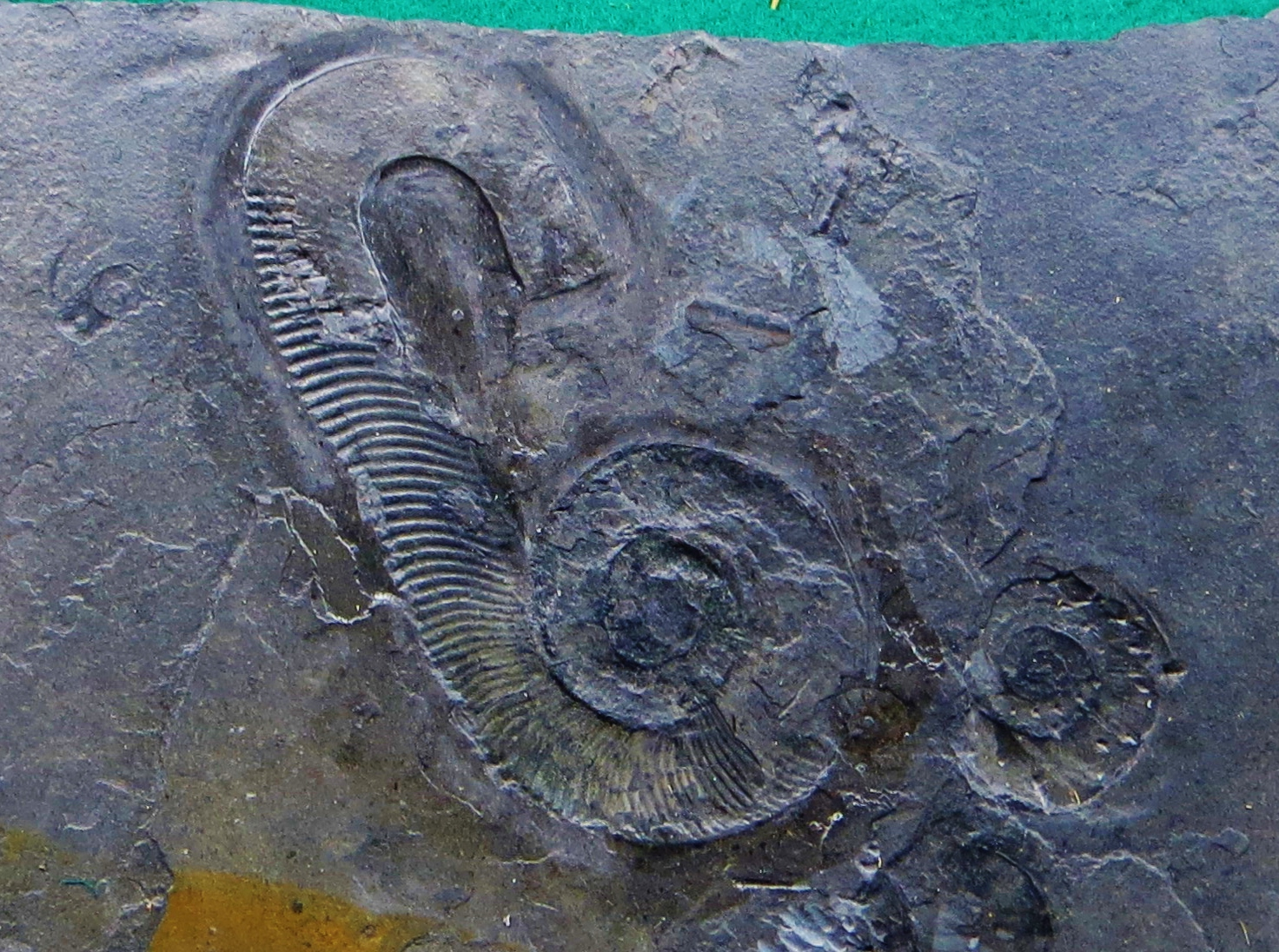
Macroscaphites

Cesana Brianza ist eine italienische Gemeinde in der Provinz Lecco in der Region Lombardei mit 2350 Einwohnern (Stand 31. Dezember 2023).

## Geographie
Cesana Brianza liegt etwa 9 km südwestlich der Provinzhauptstadt Lecco und 40 km nördlich von Mailand. Die Gemeinde gehört zur Comunità Montana Lario Orientale und zum Parco della Valle del Lambro. Im Jahr 1971 hatte die Gemeinde Cesana Brianza eine Fläche von 370 Hektar.
Die Nachbargemeinden sind Annone di Brianza, Bosisio Parini, Canzo (CO), Civate, Eupilio (CO), Pusiano (CO) und Suello.

## Geschichte
Im Jahr 1162 stellte Kaiser Friedrich I. (HRR) dem Abt von Civate ein Diplom aus, das die Besitztümer der Abtei bestätigte, einschließlich derjenigen, die durch Lehen und Verträge mit Privatpersonen erworben worden waren, und das jegliche Einmischung und Macht über die Güter und Personen der Abtei verbot: Cesana wurde unter den Gütern und Ortschaften aufgeführt (darunter ist nicht das gesamte Dorf zu verstehen, sondern mehr oder weniger ausgedehnte Höfe im Gebiet des Ortes). In den Statuten für die Straßen und Gewässer des Herzogtums Mailand wurde er im Bezirk Canzo als el locho de Sezana aufgeführt. Bei der Schätzung des Monte di Brianza (1456) wurde die Gemeinde Cesana in der Squadra de’ Mauri aufgenommen. Im Grundbuch des Herzogtums Mailand von 1558 und den nachfolgenden Aktualisierungen bis zum 17. Jahrhundert wurde Cesana unter den Squadra de’ Mauri aufgeführt. Cesana war auch in einem Prospekt aus dem Jahr 1572 enthalten, der alle Ländereien des Herzogtums Mailand und andere, die mit ihnen für Salz besteuert wurden, umfasste.
Zwischen dem 16. und 17. Jahrhundert wurde das Konsulat in der Gemeinde Cesana fast immer von der Familie Gerosa ausgeübt; die eigentlichen Verwalter der Gemeinde waren jedoch die Bürgermeister. Auf einer Syndikatsversammlung im Jahr 1614 diskutierte die Gemeinde darüber, den Bürgermeistern mehr Befugnisse und Entscheidungsbefugnisse einzuräumen: für Missionen nach Mailand, für die Rechnungslegung der Verwaltung und für den Erlass von Vorschriften in Forstangelegenheiten. Cesana verfügte nämlich über einen großen kommunalen Besitz (im Vergleich zu den anderen Gemeinden der Brianza), der aus Wiesen und Wäldern bestand. Aus den Antworten, die im Jahr 1751 auf die 45 Fragen des königlichen Volkszählungsrates gegeben wurden, geht hervor, dass die Gemeinde Cesana, die zu den Squadra de’ Mauri gehörte, zu dieser Zeit mit dem Grafen der Riviera belehnt war, an den sie 9,19,3 Lire pro Jahr a luogo d’imbottato zahlte. Weder ein königlicher noch ein feudaler iusdicente residierte dort; der feudale Podestà war zu dieser Zeit Carlo Maderna, der in Mailand lebte, und sein Leutnant Paolo Molteno, der in Bosisio Parini wohnte; die Gemeinde unterstand dem Prätorianer von Bosisio, auf dessen Strafbank der Konsul einen Eid abzulegen pflegte; die Gemeinde zahlte auch dem Infanteristen von Bosisio 10 Lire pro Jahr, während sie für den formalen Titel des Straßenbesuchs 5,10 Lire an den Leutnant des Podestà zahlte.
Mit der Aktivierung der Gemeinden in der Provinz Como auf der Grundlage der territorialen Aufteilung des Königreichs Lombardo-Venetien wurde die Gemeinde Cesana in den Bezirk XII von Oggiono aufgenommen. Cesana, eine Gemeinde mit einer Vorladung, wurde durch die spätere territoriale Aufteilung der lombardischen Provinzen (Mitteilung vom 1. Juli 1844) im Bezirk XII von Oggiono bestätigt. Im Jahr 1853 (Meldung vom 23. Juni 1853) wurde Cesana, eine Gemeinde mit einer allgemeinen Einberufung und 592 Einwohnern, dem Bezirk XI von Oggiono zugeordnet.
Nach dem vorübergehenden Zusammenschluss der lombardischen Provinzen mit dem Königreich Sardinien wurde die Gemeinde Cesana Brianza mit 606 Einwohnern, die von einem fünfzehnköpfigen Gemeinderat und einem zweiköpfigen Stadtrat verwaltet wird, gemäß der durch das Gesetz vom 23. Oktober 1859 festgelegten Gebietsaufteilung in das Mandamento V von Oggiono, Bezirk III von Lecco, Provinz Como, aufgenommen.
Bei der Gründung des Königreichs Italien im Jahr 1861 hatte die Gemeinde 633 Einwohner (Volkszählung 1861). Bis 1863 trug die Gemeinde den Namen Cesana, danach wurde sie in Cesana Brianza umbenannt. Nach dem Gesetz über die Gemeindeorganisation von 1865 wurde die Gemeinde von einem Bürgermeister, einer Junta und einem Rat verwaltet. Im Jahr 1924 wurde die Gemeinde in den Bezirk Lecco der Provinz Como eingegliedert.
Im Jahr 1928 wurde die Gemeinde Cesana Brianza zur neuen Gemeinde Cesello Brianza zusammengefasst. Die Gemeinde Cesello Brianza, die zur Provinz Como gehört, wurde 1927 aus den aufgelösten Gemeinden Cesana Brianza und Suello gebildet. Nach dem 1926 erlassenen Gesetz über die lokale Verwaltung wurde die Gemeinde von einem Podestà verwaltet. Nach der Gemeindereform von 1946 wurde die Gemeinde Cesello Brianza von einem Bürgermeister, einer Junta und einem Gemeinderat verwaltet. Im Jahr 1955 wurde die Gemeinde Cesello Brianza auf die neu gebildeten Gemeinden Cesana Brianza und Suello aufgeteilt.

## Bevölkerung
| Bevölkerungsentwicklung | Bevölkerungsentwicklung | Bevölkerungsentwicklung | Bevölkerungsentwicklung | Bevölkerungsentwicklung | Bevölkerungsentwicklung | Bevölkerungsentwicklung | Bevölkerungsentwicklung | Bevölkerungsentwicklung | Bevölkerungsentwicklung | Bevölkerungsentwicklung | Bevölkerungsentwicklung | Bevölkerungsentwicklung | Bevölkerungsentwicklung | Bevölkerungsentwicklung | Bevölkerungsentwicklung |
| ----------------------- | ----------------------- | ----------------------- | ----------------------- | ----------------------- | ----------------------- | ----------------------- | ----------------------- | ----------------------- | ----------------------- | ----------------------- | ----------------------- | ----------------------- | ----------------------- | ----------------------- | ----------------------- |
| Jahr                    | 1861                    | 1871                    | 1881                    | 1901                    | 1911                    | 1921                    | 1931                    | 1951                    | 1961                    | 1971                    | 1981                    | 1991                    | 2001                    | 2011                    | 2022                    |
| Einwohner               | 633                     | 698                     | 742                     | 790                     | 982                     | 902                     | 961                     | 1134                    | 1274                    | 1589                    | 1965                    | 2205                    | 2265                    | 2348                    | 2382                    |
| Quelle: ISTAT           |                         |                         |                         |                         |                         |                         |                         |                         |                         |                         |                         |                         |                         |                         |                         |

## Politik
In Gemeindeverwaltung und Gemeinderat (Consiglio comunale) sind seit den Wahlen 2006 nur Mitglieder einer Lista civica (Bürgerliste) vertreten.

## Kultur und Sehenswürdigkeiten
- San Fermo – Fest der Ortspatrone am 9. August
- Pfarrkirche San Fermo[2]
- Oratorium San Giuseppe[3]
- Fossilien Macroscaphites

## Persönlichkeiten
- Giambattista Castelnuovo (1757–1831), Priester, Doktor der Theologie und Bischof von Como